# 六氟化鈾
六氟化鈾（英語：uranium hexafluoride）是一种铀的化合物，其化学式为UF6。六氟化铀被用于制取浓缩铀，因此在核工业中有很重要的价值。标准状况下，六氟化铀为灰色的晶体。六氟化铀有很强的毒性，可与水剧烈反应，并且能腐蚀大多数金属。它與鋁反應溫和，在鋁的表面形成致密的氟化铝薄膜，阻止反應進一步進行。

## 制取
磨碎鈾礦（U3O8，或稱“黃餅”），并将其溶于硝酸，產生硝酸鈾酰UO2(NO3)2溶液。萃取纯化后，使硝酸铀酰与氨反应，生成重铀酸铵(NH4)2U2O7。加氢还原得到二氧化铀，再与氢氟酸反应生成四氟化铀。四氟化铀與氟进行氧化反應產生UF6。

## 核燃料循環中的應用
各种主要的铀浓缩方法都需要用到六氟化铀，不论是气体扩散法，还是气体离心法。这是由于六氟化铀的三相点为 147 °F （64 °C，337 K），且气压略高于大气压。氟在自然界只存在一种稳定核素也是一个原因，因此各种六氟化铀分子的相对分子质量差异可以完全归因于各种铀核素相对原子质量的差异。
其他所有的氟化鈾將產生固態的配位聚合物。

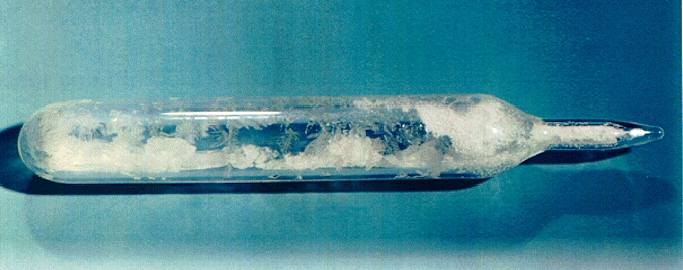
玻璃管中的六氟化鈾

气相扩散法所需用的能量大约是气体离心法的60倍。尽管如此，其中仅仅有4%的能量被用于制取浓缩铀。
除此之外，捷克发展了一种循环使用核燃料的方法：用旧的氧化物核燃料与氟气反应生成各种氟化物的混合物，再用分馏分离各种组分。

## 储存
目前大约95%的贫化铀都以六氟化铀的形式被置于气体钢瓶中，储存在核工厂的附近。每个钢瓶大约含有12.7吨的固体六氟化铀。仅在美国，1993年至2005年期间，就有686,500吨的六氟化铀（57,122瓶）作为贫化铀的储存形式被生产出来。它们被储存在俄亥俄州樸茨茅斯，田納西州橡樹嶺和肯塔基州帕迪尤卡。六氟化铀很不稳定，与潮湿空气接触时即会反应生成极易溶于水并且毒性很大的氟化鈾醯和氟化氢，因此长期储存六氟化铀会对环境及人的健康造成损害，须定期检查是否有裂缝。
美国已经发生过数起涉及六氟化铀的事故。美国政府将 UF6 转化为固态的铀氧化物回收。但这种回收总共要花费大约1500万到4.5亿美元。

## 化學性質
固態時的結構由 J.H. Levy、J.C Taylor 和 A.B Waugh所描述。在該論文中，他們利用中子衍射測定UF6、 MoF6 和 WF6 在77K下的結構。

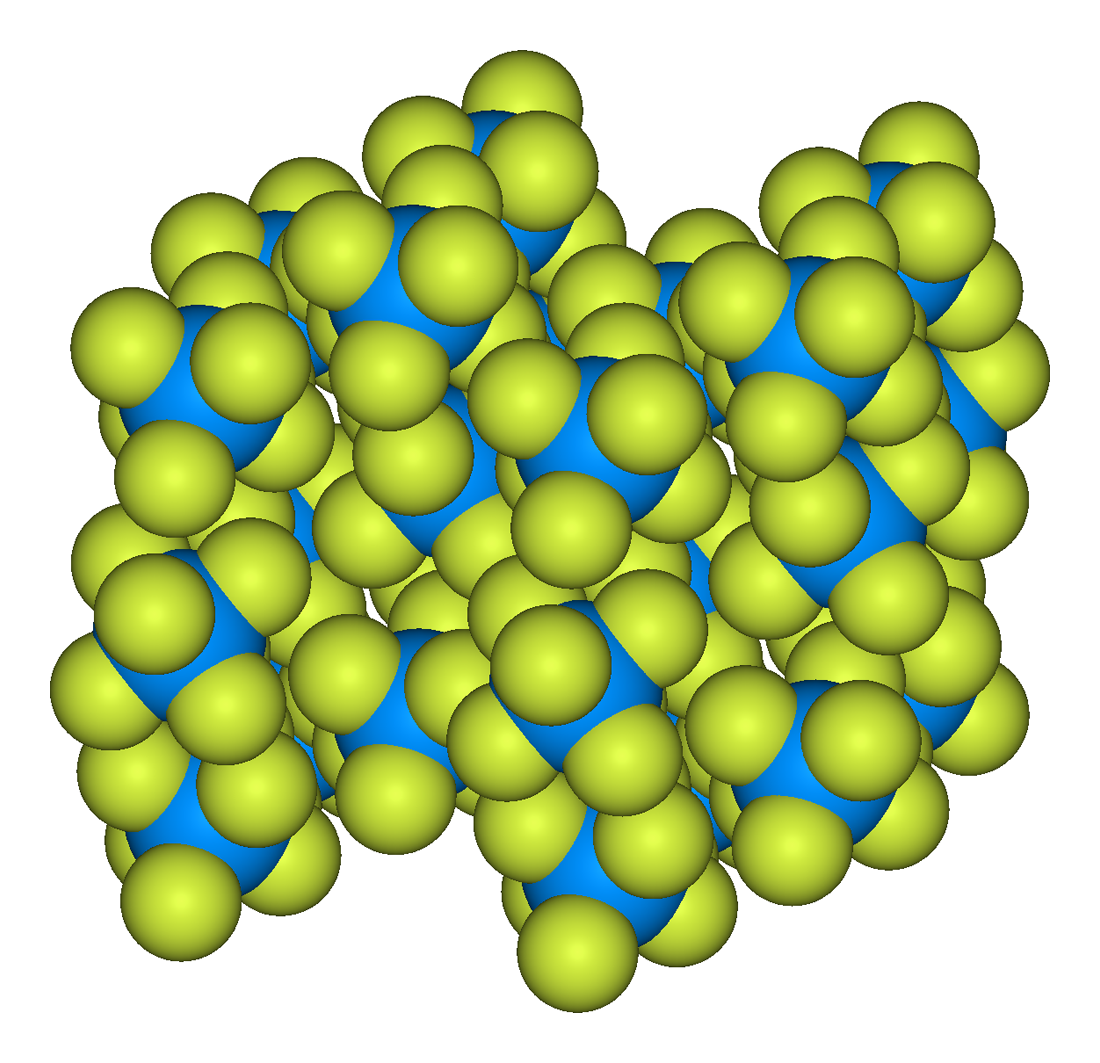
六氟化铀的晶体结构

六氟化铀可作为氧化剂或路易斯酸，易于氟离子结合。如氟化铜与六氟化铀在乙腈中反应会生成 Cu[UF7]2.5MeCN。
含有有机阳离子的铀（VI）聚合物已经制得并用X光衍射分析。

## 其他铀氟化物
C.J. Howard，J.C. Taylor 和 A.B. Waugh 提出了五氟化铀（UF5）和九氟化二铀（U2F9）的结构。三氟化铀的结构则由 J. Laveissiere 阐明。
J.H. Levy，J.C. Taylor 和 P.W. Wilson 提出了四氟氧铀的结构。

## 延伸阅读
- Levy JH. . J. Chem. Soc. Dalton Trans. 1976: 219. doi:10.1039/DT9760000219.x (xstal structure)
- Olah GH, Welch J. . J. Am. Chem. Soc. 1978, 100: 5396. doi:10.1021/ja00485a024. x (selective oxidant of CFCs)